# Pablo Gad
Pablo Gad är en jamaicansk reggaevokalist som på sent 1970-tal och tidigt 1980-tal spelade in flera legendariska roots reggae låtar.
Hans mest kända LP är albumet Hard Times som kom ut 1980. Skivan innehåller bland annat låtarna Black Before Creation, Crisis, Tougher Than The World och titelspåret Hard Times. Samtliga spår på skivan är skrivna och producerade av Pablo Gad. Bandet Zion Steppers är med och backar honom på samtliga spår.

## Diskografi (i urval)
Album
- 1979: Blood Suckers[2]
- 1980: Trafalgar Square (återutgåva av Blood Suckers)[2]
- 1980: Hard Times
- 1983: Bloodsuckers (Showcase)
- 2000: Epistles of Dub - Chapter One
- 2000: Life Without Death
- 2003: Don't Push Jah
- 2012: Armageddon Dawn “Raw” At King Earthquake Studio
- 2012: Armageddon Dawn “Refined” At Conscious Sounds Studio